# Симс, Кристофер Альберт
Кристофер Альберт Симс (англ. Christopher Albert Sims; род. 21 октября 1942, Вашингтон) — американский экономист, специалист в области макроэкономики. Нобелевский лауреат (2011).
Доктор философии (1968), профессор Принстона, член Национальной академии наук США (1989) и Американского философского общества (2012).

## Биография
Бакалавр (1963, математика) и доктор философии (1968, экономика) Гарвардского университета. Работал в Гарварде (1967—1970), Миннесотском университете (1970—1990, профессор с 1974), Йельском университете (1990—1999) и Принстонском университете (с 1999; именной профессор (Harold H. Helm '20 Professor) экономики и банковского дела).
Президент Эконометрического общества (1995). Президент Американской экономической ассоциации (2012).
Член Американской академии искусств и наук (1988).
Лауреат Нобелевской премии по экономике за 2011 год совместно с Томасом Джоном Сарджентом «за эмпирическое исследование причинно-следственных связей в макроэкономике».

## Основные произведения
- «Анализ политики с эконометрическими моделями» (Policy Analysis with Econometric Models, 1982);
- «Простая модель для определения уровня цен и взаимосвязи монетарной и фискальной политики» (A Simple Model for Study of the Determination of the Price Level and the Interaction of Monetary and Fiscal Policy, 1994);
- «Фискальные аспекты независимости центрального банка» (Fiscal Aspects of Central Bank Independence, 2004).